# Jakov Iljič Frenkel
Jakov Iljič Frenkel (rusko Я́ков Ильи́ч Фре́нкель), ruski fizik, * 10. februar 1894 Rostov na Donu, Ruski imperij (sedaj Rostovska oblast, Rusija), † 23. januar 1952 Leningrad, Sovjetska zveza (sedaj Sankt Peterburg, Rusija).

## Življenje
Frenkel se je rodil v judovski družini. Obiskoval je Univerzo v Sankt Peterburgu. V letu 1912 je končal svoje delo na področju zemeljskega magnetnega polja. S tem delom je pritegnil pozornost ruskega fizika Abrahama Fjodoroviča Joffa (1880 – 1960), s katerim sta pozneje sodelovala. Od leta 1912 do smrti je Frenkel delal na Fizikalno-tehniškem inštitutu (Joffejev inštitut).

## Delo
V času raziskav kondenziranih snovi je vpeljal pojem vrzeli. Znan je po Frenkelovi napaki (Frenkelov defekt). Delal je tudi na področju plastičnih deformacij. Znan je po modelu Frenkel-Kontorove (tudi Tomlinsonov model) na področju dislokacij. 
V letih 1930-1931 je pokazal, da nevtralni kvazidelec eksciton lahko nastane v kristalu pod vplivom svetlobe. Veliko je prispeval tudi v fiziki polprevodnikov in izolatorjev. Po njem se imenuje tudi Poole-Frenkelov pojav (imenovan tudi po irskem fiziku Horacu Hewittu Poolu (1886 – 1962)).